# 오노 야스마로

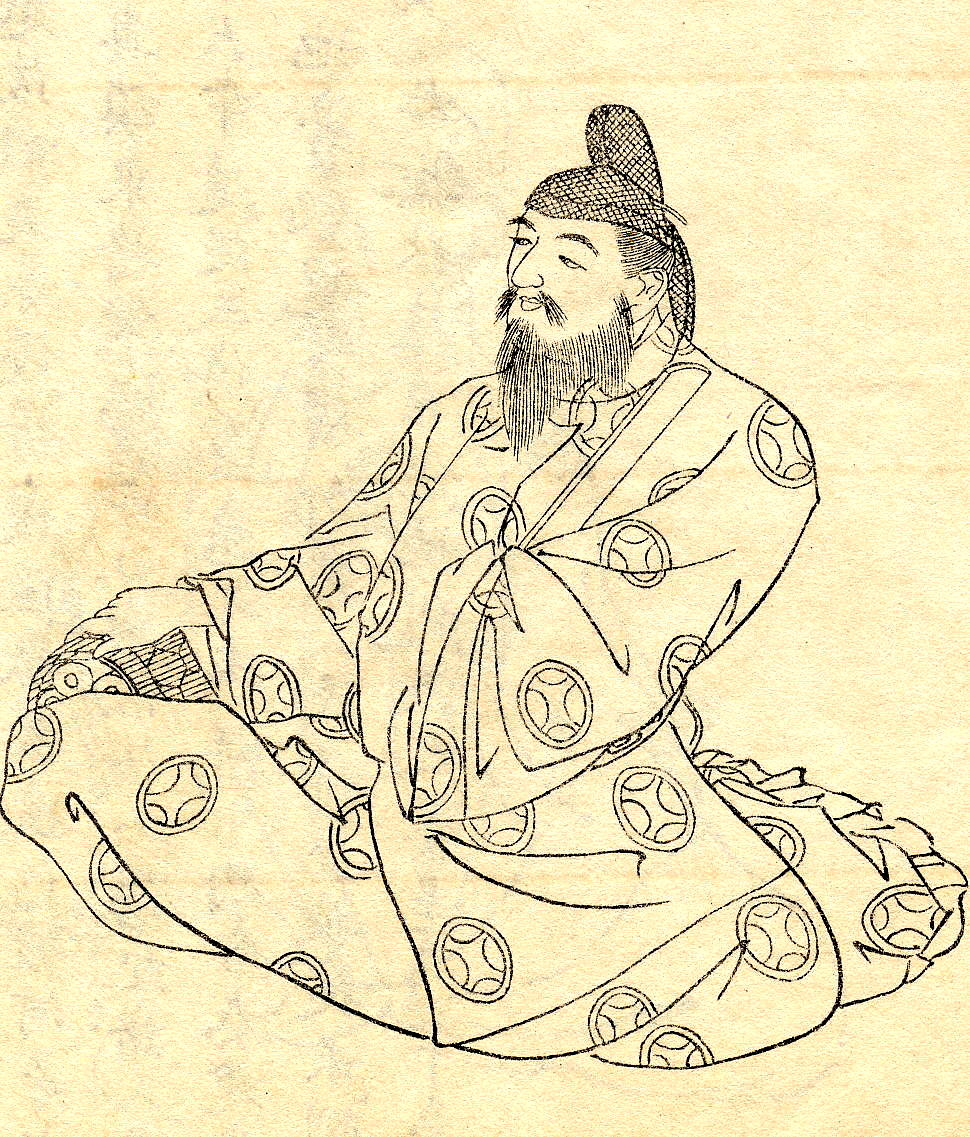
오노야스마로

오노 야스마로(일본어: 太安万侶, 660년~ 723년 8월 11일)는 나라 시대 초기의 문관이다. 그가 저술한 책에는 고지키(고사기)가 있다.

## 경력
게이운 원년 정월 7일(704년 2월 16일)에 종5위하에 서위된다.
와도 4년 4월 7일(711년 4월 29일)에 정5위상에 서위되나. 동년 9월 18일(711년 11월 3일), 겐메이 천황에게 히에다노 아레를 송습하고, 기록한 데이키(『帝紀』), 규지(『旧辞』)를 편찬하도록 명받았다.
와도 5년 정월 28일(712년 3월 9일) 천황에게, 편찬한 고사기를 헌상하였다.
레이키 원년 정월 10일(715년 2월 18일)에는 종4위하에 서위됨.
레이키 2년 9월 23일(716년 10월 12일)에 씨장이 됨.
요로 7년 7월 7일(723년 8월 11일), 민부경(民部卿)·종4위하의 관위로 사망했다.
1911년(메이지 44년) 3월 13일 증종3위로 증위(죽은 뒤에 관위를 받는 것)된다.
또한, 그의 자손인 오노히토나가(多人長)에 따르면, 도네리 신노와 함께 일본서기의 편찬에도 참가한 것으로 알려졌다.